# Ахой-Хой
Ахой-Хой — официальное телефонное приветствие с 1876 года по 1877 год, предложенное создателем телефона Александром Беллом, позже было заменено Томасом Эдисоном на «Алло». Является слиянием сигнала «Ахой», используемого на кораблях для указания на опасность и сигнала пастухов «Хой», используемое для перегона овец.

## История

### Создание
Первый запатентовавший изобретение телефона Александр Греймам Белл создал для связи по своему изобретению сигнал Ахой-Хой. Ахой является Сигналом капитанов кораблей, обозначающий опасность, а хой обозначает привет в Голландском (нидерл. Hoi) и является пастушьим сигналом. 4 апреля 1877 года телефон был запатентован, тогда же Ахой-Хой стало официальным приветствием.

### Исчезновение из использования
В 1878 году Томас Эдисон усовершенствовал телефон и одновременно с этим решил ввести новое приветствие — «Алло», оно происходит от английского «Hello», а также являлось выражением удивления в Викторианскую эпоху. Вскоре сигнал Алло полностью вытеснил Ахой-Хой.

## В культуре
В одной из серий «Симпсонов» (сезон 7, серия 17) один из ключевых персонажей взяв телефон ответил на звонок «A hoy hoy?» после этого началась популяризация этого сигнала. Например в одном из сезонов телесериала «Ужасные истории» появился сюжет про этот сигнал.
В сериале «Как я встретил вашу маму» приветствие «Ахой!» на протяжении всего сериала использует персонаж Капитан и все его девушки.